# ドゴン諸語
ドゴン諸語（DonogまたはKaador、Kaado）は、マリのドゴン族によって話されている小さな語族であり、より大きなニジェール・コンゴ語族に属す可能性がある。その十数言語か成り、約60万人の話者がいる。声調言語であり、Dogul語のようにほとんどが2つの声調を持っているが、DonnoSo語のように3つ持っているものもある。 基本語順は、主語-目的語-動詞である。

## 帰属
ドゴン諸語とニジェール・コンゴ語族を結びつける証拠は弱く、もし属していると仮定すると、ニジェール・コンゴ語族内での位置は明確ではない。さまざまな理論が提案されており、グル諸語やマンデ諸語に含められたり、または独立した語群とされることもある（現在は独立した語群とする説が優勢）。ドゴン諸語は、ニジェール・コンゴ語族の言語の多くに特徴的な名詞クラスシステム（の残骸）も無く、言語学者は、ニジェール・コンゴ語から非常に早く分岐した可能性が高いと結論付けている
ロジャー・ブレンチは以下のようにコメントしている
ドゴン諸語は、語彙的にも構造的にも、他のほとんどのニジェール・コンゴ語族とは大きく異なる。ニジェール・コンゴ語の典型と通常見なされる名詞クラスが無く、マンデ諸語やイジョー諸語に似た語順（SOV）を持つが、これは他の分派には無い。フランス語に似た語形変化のシステムは、周囲の言語とはまったく異なる。結果として、ドゴン族の祖先は非常に早く分岐した可能性があるが、現在の言語はおそらく3〜4000年前の起源を反映している。ドゴン諸語は長らく同じ地に分布し続けており、地域内の移動はあったが、誕生時からマリのこの地域にいたことを示唆している。
また、次のようにも言っている。
ドゴン諸語は確かに十分に根拠のある首尾一貫したグループである。しかし、ニジェール・コンゴ語を特徴づける要素（名詞クラス、動詞的拡張、両唇口蓋音）を持たず、語彙には同根語がほとんど無い。独立した語族である可能性もある。
Blench（2015）は、ドゴン諸語には、ナイル・サハラ祖語から比較的早く分離したナイル・サハラ語の分派が基層となっていると提案し、暫定的にその分派を"Plateau"と呼んでいる。